# Escola de Würzburg
A escola de Würzburg é uma escola de psicologia que surgiu do trabalho de Oswald Külpe e teve representantes como Narziss Kaspar Ach, August Wilhelm Messer, Karl Bühler ou Karl Marbe, entre outros. Esta escola propôs uma nova orientação de investigação dentro dla psicologia experimental, distanciando-se de algumas das teses principais de Wundt.
Segundo esta escola, focada no estudo dos processos de pensamento, estes são dados por atividades mentais complexas, e não por simples sensações e imagens (psicologia mecanicista e de associação). A partir daí, Külpe introduziu o conceito de Bewusstseinslage ("estado de consciência"), que implica a convicção de que a consciência tem um conteúdo que pode ser estudado através da experimentação. Outros conceitos importantes foram os de Vorstellung ("representação", modo de perceção e reação do psíquico perante o mundo) e de Aufgabe ("tarefa intencional", disposição para resolver um problema selecionado).